# Marcelino Bispo de Melo
Marcelino Bispo de Melo (Murici, 30 de junho de 1875 — Rio de Janeiro, 24 de janeiro de 1898) foi um militar brasileiro, conhecido por ter matado o ministro da Guerra, o marechal Carlos Machado de Bittencourt durante um atentado contra a vida do presidente Prudente de Morais.

## Atentado e morte
Após o atentado o anspeçada Marcelino, foi feito prisioneiro e depois encontrado enforcado na cela da cadeia com um lençol, não foi mais do que mero instrumento de conspiração política. Embora sua morte tenha comprometido as investigações, foram apontados Capitão Deocleciano Martyr e José de Souza Velloso como mentores intelectuais do crime.

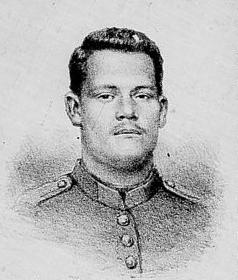
Cópia de um retrato tirado pelo fotógrafo da polícia no Arsenal de Guerra, desenho de Angelo Agostini, 1897